# Лавренюк Леонід Федорович
Лавренюк Леонід Федорович (нар. 6 серпня 1925 — пом. 11 квітня 1945) — комсорг 3-го стрілецького батальйону 475-го стрілецького полку 53-ї стрілецької дивізії 7-ї гвардійської армії, сержант, Герой Радянського Союзу (1945).

## Біографія
Народився 6 серпня 1925 року в селі Мар'янівка Жовтневого району, Одеської губернії. Українець.
До лав Радянської Армії призваний у квітні 1944 року. Брав участь в Яссько-Кишинівській, Будапештській та Віденській наступальних операціях.
В бою по розширенню плацдарму на правому березі річки Тиса поблизу міста Сольнок в Угорське королівство 31 жовтня 1944 року разом з двома бійцями проник у розташування ворога, знищив обслугу гармати й, розвернувши її, відкрив вогонь по піхоті противника.
23 грудня 1944 року, під час форсування річки Іпель у Словацькій республіці, з ходу вступив у бій з противником, знищивши при цьому кулеметну обслугу і вдало утримував захоплений плацдарм, відбиваючи ворожі контратаки.
Під час штурму Будапешта в лютому 1945 року поранений, деякий час перебував у шпиталі.
Загинув в ніч на 11 квітня 1945 року на підступах до Відня, перебуваючи в розвідці. Похований поблизу церкви в місті Глінцендорф (22 км північно-східніше Відня). Перепохований на центральному цвинтарі міста Відень, Австрія.
Указом Президії Верховної Ради СРСР від 28 квітня 1945 року за зразкове виконання бойових завдань командування і виявлені відвагу і героїзм, сержантові Лавренюку Леоніду Федоровичу присвоєно звання Героя Радянського Союзу.

## Нагороди
- Медаль «Золота Зірка» Героя Радянського Союзу.
- Орден Леніна (28.04.1945);
- Орден Червоного Прапора (31.12.1944);
- Орден Вітчизняної війни 2-го ступеня (24.04.1945);
- Медаль «За відвагу» (28.08.1944).